# Bilali Traoré
Bilali Traoré foi um nobre senufô da dinastia Traoré ativo durante o reinado do fama Daulá (r. 1845–1860). Segundo testemunhas oculares que narraram os eventos finais da vida de Daulá aos franceses, Bilali era um homem de confiança do fama e com sua morte em 1860, conduziu os sacrifícios humanos funerários. De acordo com o narrado, cativos de guerra especialmente preservados para este fim, eram levados um a um a Bilali que sacrificava-os e jogava seus corpos às hienas e aves de rapina. Ele imolava as vítimas, uma a uma, por decapitação sobre o túmulo do falecido. As vítimas, todas resilientes e caminhando sem impedimentos, se ajoelhavam diante dele e esticavam o pescoço para que o ato fosse consumado.